# Rentador de la Font de la Séquia-el-Camí
El Rentador de la Font de la Séquia-el-Camí és un safareig de Tivissa (Ribera d'Ebre) inclosa a l'Inventari del Patrimoni Arquitectònic de Catalunya.

## Descripció
Els rentadors públics de Tivissa estan situats a la cantonada del carrer Foig i l'avinguda Catalunya, als afores del nucli. Estan construïts dins un edifici quadrangular d'un sol nivell fet de paredat comú. Consta de cobertes interiors suportades per pilars ceràmics, que fan el desaiguat dins les basses, situades al centre del cos. Les basses són quadrangulars i de notables dimensions, amb pedres inclinades al contorn que s'empraven per rentar la bugada.
S'accedeix a l'edifici a través de dos arcs de mig punt ceràmics amb impostes. Els laterals s'obren amb petites finestres d'arc rebaixat ceràmic, i la part posterior amb dues portes de les mateixes característiques. Des d'aquestes s'accedeix als dos rentadors exteriors, que queden tancats amb un mur perimetral. L'aigua prové de la font de la Séquia.

## Història
La vila de Tivissa tenia dos rentadors públics, el de la Font de la Séquia i el de la Font de la Teula, aquest últim desaparegut per una barrancada. El segon era emprat per rentar la roba dels malalts, mentre que els rentadors exteriors de la Font de la Séquia s'utilitzaven per rentar la roba dels morts.